# Fox–Wrights funktion
Inom matematik är Fox–Wrights funktion (även känd som Fox–Wrights psi-funktion eller Wrights funktion) en speciell funktion som generaliserar  generaliserade hypergeometriska funktionen pFq(z):
{\displaystyle {}_{p}\Psi _{q}\left[{\begin{matrix}(a_{1},A_{1})&(a_{2},A_{2})&\ldots &(a_{p},A_{p})\\(b_{1},B_{1})&(b_{2},B_{2})&\ldots &(b_{q},B_{q})\end{matrix}};z\right]=\sum _{n=0}^{\infty }{\frac {\Gamma (a_{1}+A_{1}n)\cdots \Gamma (a_{p}+A_{p}n)}{\Gamma (b_{1}+B_{1}n)\cdots \Gamma (b_{q}+B_{q}n)}}\,{\frac {z^{n}}{n!}}.}
Dess normalisering
{\displaystyle {}_{p}\Psi _{q}^{*}\left[{\begin{matrix}(a_{1},A_{1})&(a_{2},A_{2})&\ldots &(a_{p},A_{p})\\(b_{1},B_{1})&(b_{2},B_{2})&\ldots &(b_{q},B_{q})\end{matrix}};z\right]={\frac {\Gamma (b_{1})\cdots \Gamma (b_{q})}{\Gamma (a_{1})\cdots \Gamma (a_{p})}}\sum _{n=0}^{\infty }{\frac {\Gamma (a_{1}+A_{1}n)\cdots \Gamma (a_{p}+A_{p}n)}{\Gamma (b_{1}+B_{1}n)\cdots \Gamma (b_{q}+B_{q}n)}}\,{\frac {z^{n}}{n!}}}
blir pFq(z) för A1...p = B1...q = 1.
Fox–Wrights funktion är ett specialfall av Fox H-funktion:
{\displaystyle {}_{p}\Psi _{q}\left[{\begin{matrix}(a_{1},A_{1})&(a_{2},A_{2})&\ldots &(a_{p},A_{p})\\(b_{1},B_{1})&(b_{2},B_{2})&\ldots &(b_{q},B_{q})\end{matrix}};z\right]=H_{p,q+1}^{1,p}\left[-z\left|{\begin{matrix}(1-a_{1},A_{1})&(1-a_{2},A_{2})&\ldots &(1-a_{p},A_{p})\\(0,1)&(1-b_{1},B_{1})&(1-b_{2},B_{2})&\ldots &(1-b_{q},B_{q})\end{matrix}}\right.\right].}